# Marco Gaiardo
Marco Gaiardo, né le 7 décembre 1970 à Agordo, est un coureur en montagne italien. Il a remporté deux titres de champion d'Europe de course en montagne. Il a également remporté le Grand Prix WMRA 2007.

## Biographie
Lors des championnats d'Europe de course en montagne 2003, il est annoncé comme favori en l'absence d'Antonio Molinari. Il assume ce rôle en remportant le titre.
Parallèlement à la course en montagne, il court également en ski de fond. Il décroche la médaille de bronze championnats nationaux A.N.A. à Piancavallo.
À Úpice, lors des championnats d'Europe 2006, la pluie s'invite juste avant le départ de la course masculine. Marco décide de changer de chaussures au dernier moment et remporte son deuxième titre,.
En 2007, il remporte les courses de Sierre-Crans-Montana et de Schlickeralm, termine deuxième au Grossglockner et cinquième à Šmarna Gora. Il remporte ainsi aisément le Grand Prix WMRA.
Il se blesse à la fin de la saison 2009 et fait une pause dans sa carrière sportive pour se soigner.
Il se concentre ensuite sur le ski de fond. En 2012, il remporte notamment la médaille d'argent lors des championnats nationaux A.N.A. à Falcade.

## Palmarès
| no  | masculin           | Course                                      | Longueur | Départ            | Temps           |
| --- | ------------------ | ------------------------------------------- | -------- | ----------------- | --------------- |
| 1re | Médaille d'or      | Drei Zinnen Alpine Run                      | 16,1 km  | 13 septembre 1998 | 1 h 23 min 25 s |
| 1re | Médaille d'or      | Drei Zinnen Alpine Run                      | 16,1 km  | 12 septembre 1999 | 1 h 23 min 46 s |
| 8e  | 8e                 | Trophée européen de course en montagne      | 9 km     | 1er juillet 2001  | 51 min 1 s      |
| 3e  | Médaille de bronze | Drei Zinnen Alpine Run                      | 14,3 km  | 9 septembre 2001  | 1 h 20 min 34 s |
| 5e  | 5e                 | Championnats d'Europe de course en montagne | 12 km    | 7 juillet 2002    | 58 min 45 s     |
| 1re | Médaille d'or      | Championnats d'Europe de course en montagne | 13,5 km  | 6 juillet 2003    | 1 h 6 min 5 s   |
| 2e  | Médaille d'argent  | Course de montagne du Grossglockner         | 13,6 km  | 20 juillet 2003   | 1 h 13 min 59 s |
| 3e  | Médaille de bronze | Trophée mondial de course en montagne       | 11,5 km  | 21 septembre 2003 | 51 min 55 s     |
| 3e  | Médaille de bronze | Championnats d'Europe de course en montagne | 10,3 km  | 4 juillet 2004    | 45 min 10 s     |
| 1re | Médaille d'or      | Course de montagne du Grintovec             | 9,6 km   | 25 juillet 2004   | 1 h 18 min 21 s |
| 2e  | Médaille d'argent  | Challenge Stellina                          | 14,5 km  | 22 août 2004      | 1 h 17 min 26 s |
| 7e  | 7e                 | Championnats d'Europe de course en montagne | 12,9 km  | 10 juillet 2005   | 1 h 13 min 41 s |
| 2e  | Médaille d'argent  | Course de montagne du Grintovec             | 9,6 km   | 24 juillet 2005   | 1 h 20 min 41 s |
| 1re | Médaille d'or      | Championnats d'Europe de course en montagne | 11,1 km  | 9 juillet 2006    | 57 min 42 s     |
| 2e  | Médaille d'argent  | Course de montagne du Grossglockner         | 12,9 km  | 23 juillet 2006   | 1 h 12 min 23 s |
| 2e  | Médaille d'argent  | Course de Schlickeralm                      | 11,7 km  | 6 août 2006       | 59 min 25 s     |
| 6e  | 6e                 | Trophée mondial de course en montagne       | 12 km    | 10 septembre 2006 | 58 min 35 s     |
| 1re | Médaille d'or      | Course des 2 Bains                          | 10 km    | 24 septembre 2006 | 46 min 43 s     |
| 2e  | Médaille d'argent  | Course de Šmarna Gora                       | 10 km    | 7 octobre 2006    | 39 min 29 s     |
| 1re | Médaille d'or      | Sierre-Crans-Montana                        | 12,7 km  | 10 juin 2007      | 1 h 0 min 35 s  |
| 3e  | Médaille de bronze | Championnats d'Europe de course en montagne | 12,8 km  | 8 juillet 2007    | 1 h 9 min 9 s   |
| 2e  | Médaille d'argent  | Course de montagne du Grossglockner         | 12,6 km  | 15 juillet 2007   | 1 h 13 min 13 s |
| 1re | Médaille d'or      | Course de Schlickeralm                      | 11,7 km  | 5 août 2007       | 1 h 0 min 47 s  |
| 6e  | 6e                 | Championnats d'Europe de course en montagne | 12,8 km  | 12 juillet 2008   | 51 min 22 s     |
| 2e  | Médaille d'argent  | Course de Schlickeralm                      | 10,5 km  | 3 août 2008       | 1 h 0 min 13 s  |
| 1re | Médaille d'or      | Course de montagne du Feuerkogel            | 11 km    | 10 août 2008      | 57 min 32 s     |
| 3e  | Médaille de bronze | Course de montagne du Hochfelln             | 8,9 km   | 28 septembre 2008 | 42 min 54 s     |
| 3e  | Médaille de bronze | Course de Šmarna Gora                       | 10 km    | 4 octobre 2008    | 41 min 16 s     |
| 3e  | Médaille de bronze | Drei Zinnen Alpine Run                      | 17,5 km  | 13 septembre 2009 | 1 h 29 min 10 s |